# Arroyo Manantial
Arroyo Manantial är en ort i Mexiko.   Den ligger i kommunen San Lucas Ojitlán och delstaten Oaxaca, i den sydöstra delen av landet, 300 km sydost om huvudstaden Mexico City. Arroyo Manantial ligger 103 meter över havet och antalet invånare är 235.
Terrängen runt Arroyo Manantial är huvudsakligen platt, men åt nordost är den kuperad. Runt Arroyo Manantial är det ganska glesbefolkat, med 39 invånare per kvadratkilometer. Närmaste större samhälle är San Lucas Ojitlán, 3,0 km öster om Arroyo Manantial. Omgivningarna runt Arroyo Manantial är en mosaik av jordbruksmark och naturlig växtlighet.